# Cantonul Caraman
Cantonul Caraman este un canton din arondismentul Toulouse, departamentul Haute-Garonne, regiunea Midi-Pyrénées, Franța.

## Comune
- Albiac
- Auriac-sur-Vendinelle
- Beauville
- Le Cabanial
- Cambiac
- Caragoudes
- Caraman (reședință)
- Le Faget
- Francarville
- Loubens-Lauragais
- Mascarville
- Maureville
- Mourvilles-Basses
- Prunet
- La Salvetat-Lauragais
- Saussens
- Ségreville
- Toutens
- Vendine